# The Crown of India
The Crown of India, var et maskespil, en omfattende teatralsk præsentation, der blev opsat i 1912 for at fejre det kommende besøg af kong Georg 5. og dronning Mary i Delhi til deres kroning som kejser og kejserinde af Indien. Den engelske komponist sir Edward Elgar skrev musikken som sin Op. 66 med en libretto af Henry Hamilton. Maskespillet bestod af to tableauer: "The Cities of Ind" og "Ave Imperator!".
| Kultur | Spire Denne artikel om kultur er en spire som bør udbygges. Du er velkommen til at hjælpe Wikipedia ved at udvide den. |